# Euxoa falleri
Euxoa falleri là một loài bướm đêm trong họ Noctuidae.